# Wicklewood
Wicklewood is een civil parish in het bestuurlijke gebied South Norfolk, in het Engelse graafschap Norfolk met 922 inwoners.